# Gaujonia renifera
Gaujonia renifera är en fjärilsart som beskrevs av George Francis Hampson 1913. Gaujonia renifera ingår i släktet Gaujonia och familjen Pantheidae. Inga underarter finns listade i Catalogue of Life.